# Karl Rothe (Politiker, 1865)

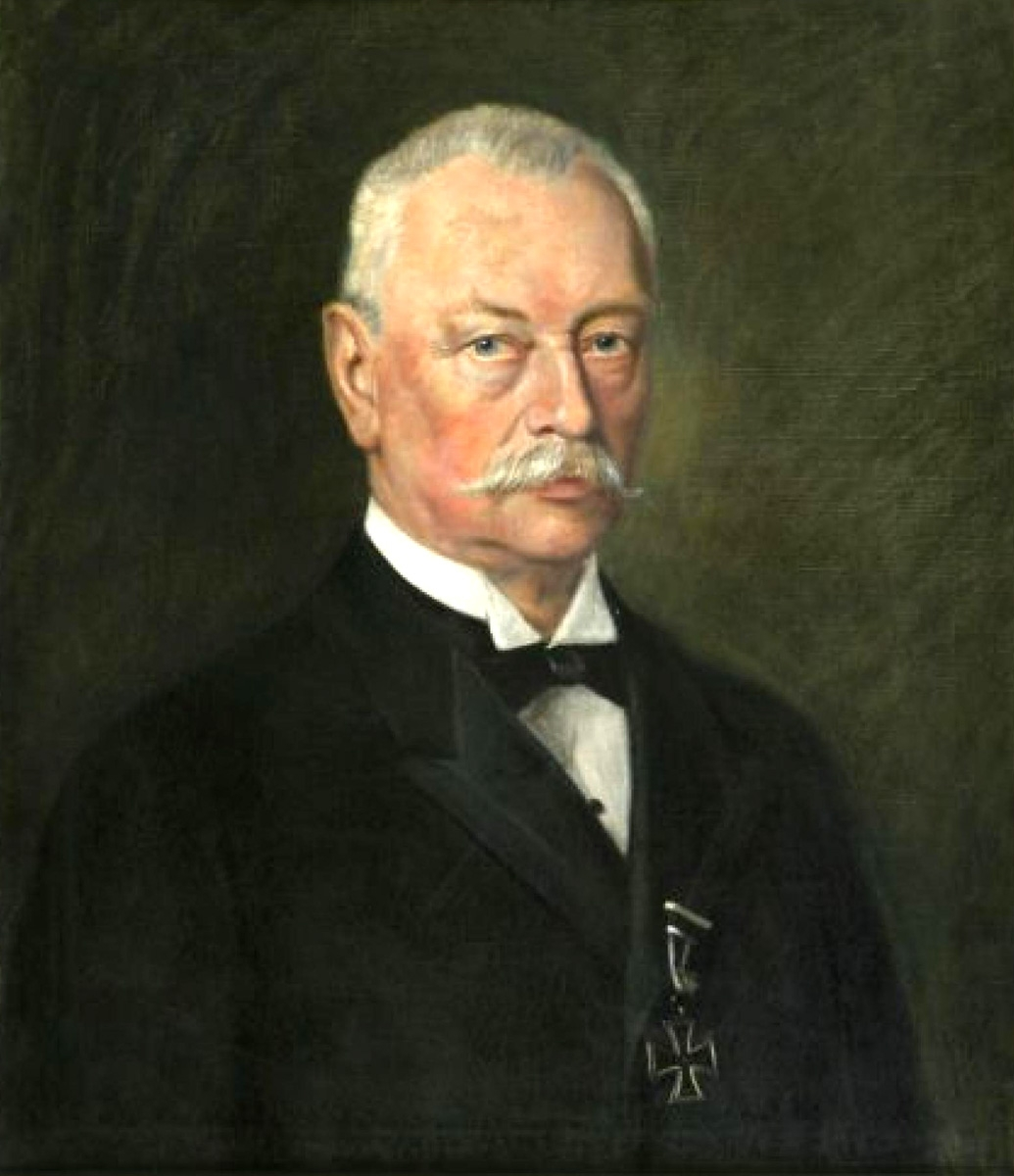
Karl Rothe, um 1920

Karl Wilhelm August Rothe (* 20. Februar 1865 in Leipzig; † 20. Januar 1953 ebenda) war ein deutscher Jurist und Kommunalpolitiker (DVP, LDPD). Er war von 1918 bis 1930 Oberbürgermeister von Leipzig.

## Leben und Wirken

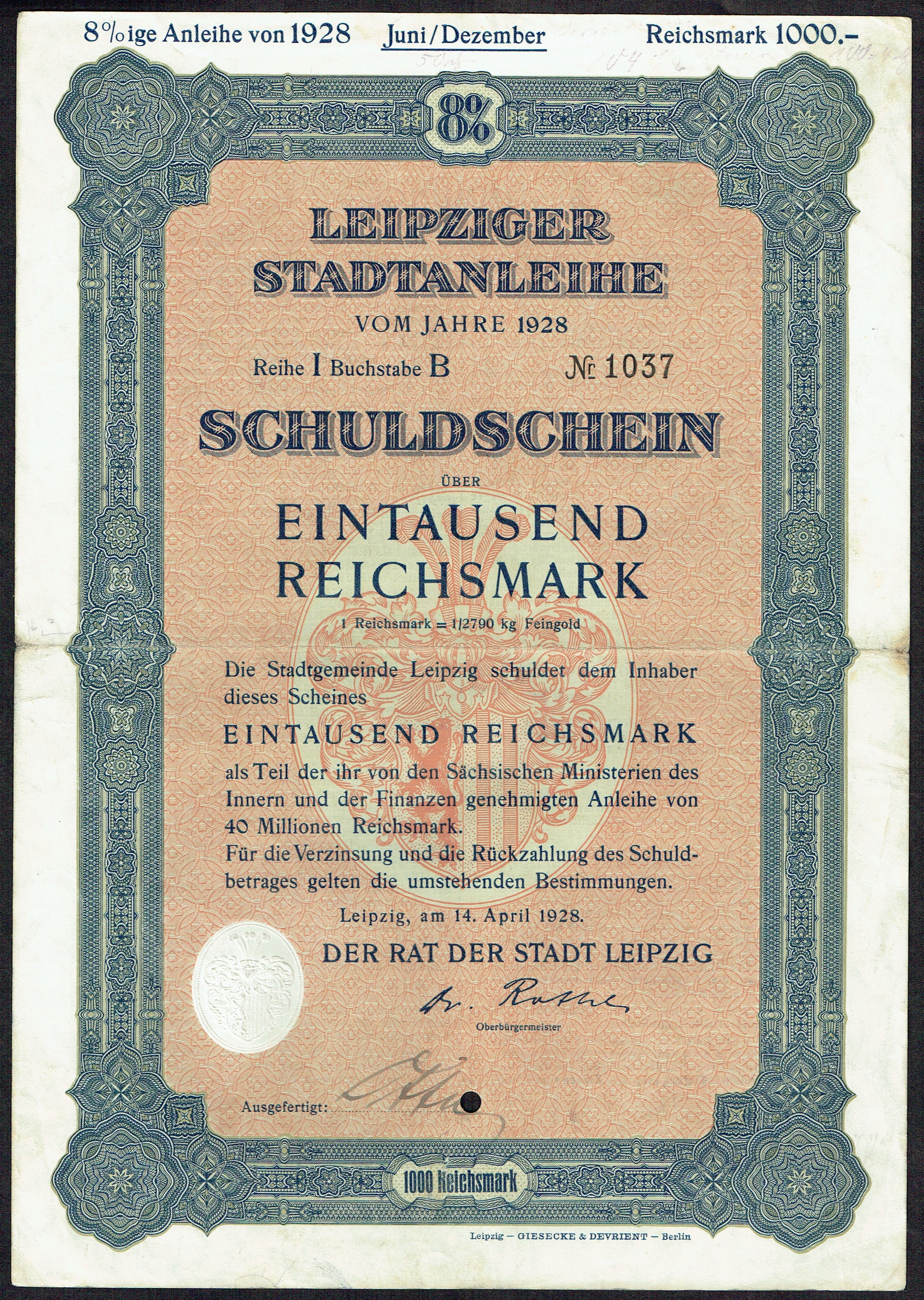
Leipziger Stadtanleihe von 1928 mit Unterschrift von Oberbürgermeister Rothe

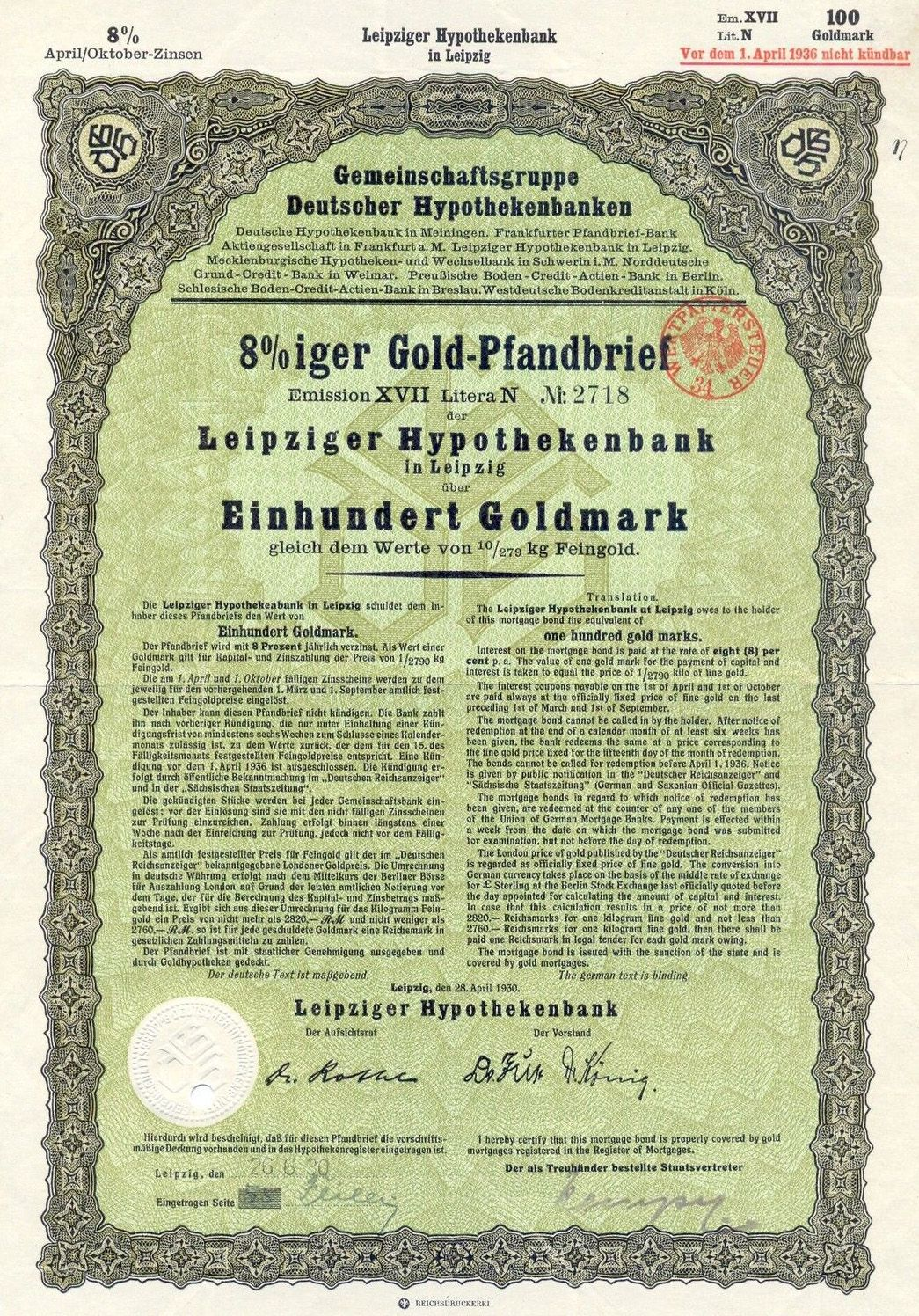
Pfandbrief der Leipziger Hypothekenbank von 1930 mit Rothes Unterschrift

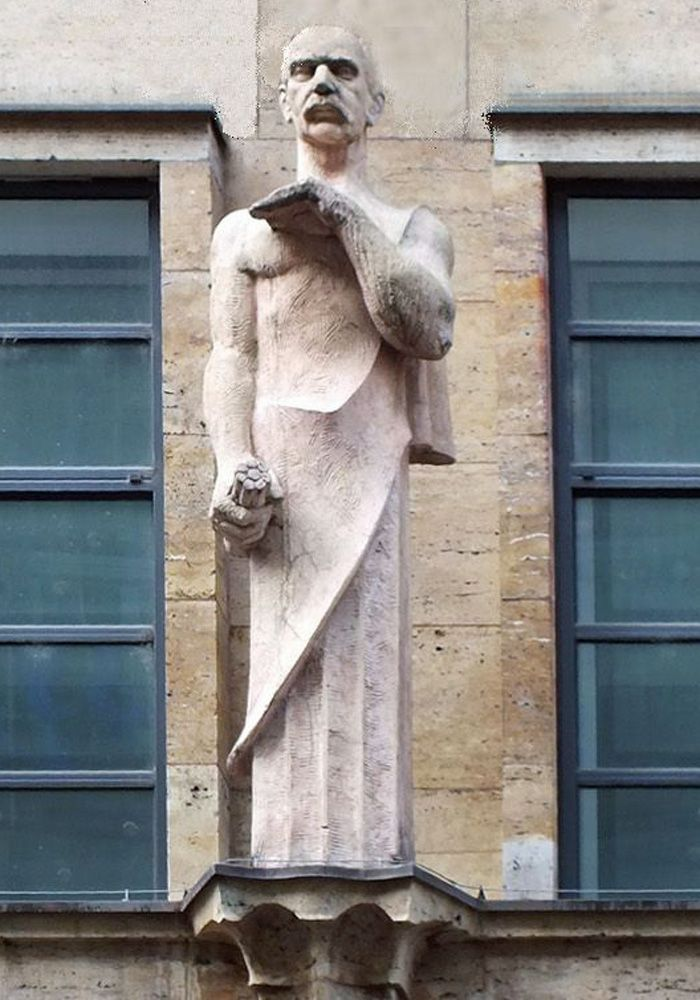
Rothe am ehemaligen Messehaus Petershof (2014)

Karl Rothe war das fünfte von sieben Kindern eines Kolonialwarenhändlers. Nachdem er zunächst die Erste Bürgerschule auf der Moritzbastei besuchte, wurde er später Schüler an der Nikolaischule. Ab 1883 studierte er neben Jura als Hauptfach Volkswirtschaft, Kunst und Archäologie, zunächst in München, dann an der Universität Leipzig, wo er 1888 zum Dr. jur. promoviert wurde. Nach juristischen Tätigkeiten in Wolkenstein und Leipzig war er von 1893 bis 1896 Stadtrat in Meißen und mit erst 30 Jahren zeitweilig dort geschäftsführender Bürgermeister. Von 1896 bis 1901 war Rothe Direktor der Leipziger Hypothekenbank, später Aufsichtsratsvorsitzender. Da ihn die Tätigkeit an der Bank nicht ausfüllte, kandidierte er 1899 als Stadtverordneter in Leipzig und wurde 1909 Vorsteher der Stadtverordnetenversammlung.
Am 2. Januar 1918 wurde er nach nahezu zwanzigjähriger kommunalpolitischer Erfahrung Oberbürgermeister der Stadt Leipzig und damit von Amts wegen bis zu deren Auflösung im November 1918 Mitglied der I. Kammer des Sächsischen Landtags. Das Amt des Oberbürgermeisters hatte er bis zum Erreichen des Pensionsalters inne und schied am 4. April 1930 aus. Er führte die Stadt durch die schweren Jahre des Endes des Ersten Weltkriegs, der Novemberrevolution, der Inflation und der beginnenden Weltwirtschaftskrise und konnte beachtliche Erfolge aufweisen.
Während seiner Amtszeit entwickelte sich, insbesondere durch den Ausbau des Geländes der Technischen Messe, die Leipziger Messe zur international führenden. Auch der Rauchwarenhandel am Brühl blühte weiter auf. 1918 wurde die Leipziger Straßenbahn in städtisches Eigentum übernommen und 1920 auch der Zoo. Es wurden stadtbildprägende Bauten errichtet, wie das Kroch-Hochhaus und das Europahaus am Augustusplatz, das erste Untergrundmessehaus der Welt, das Grassimuseum sowie die Großmarkthalle mit den zu ihrer Entstehungszeit größten Massivkuppeln der Welt. Ende 1923 sorgte Rothe für die Absetzung des Stückes Baal von Bert Brecht. An dem von 1927 bis 1929 erbauten Messehaus Petershof wurde Rothe als Balustradenfigur verewigt.
Seit 1918 Mitglied der Deutschen Volkspartei, kritisierte Rothe 1932 das Parteiprogramm der Nationalsozialisten. 1933 wurde er zur Unperson erklärt und aus allen Ehrenämtern entfernt. Die folgenden Jahre verbrachte er zurückgezogen. Nach 1945 stellte er seine Kräfte nochmals in den Dienst der Stadt. Er wurde Stadtratabgeordneter für die LDPD und legte nach Konflikten mit der SED 1948 sein Mandat nieder.

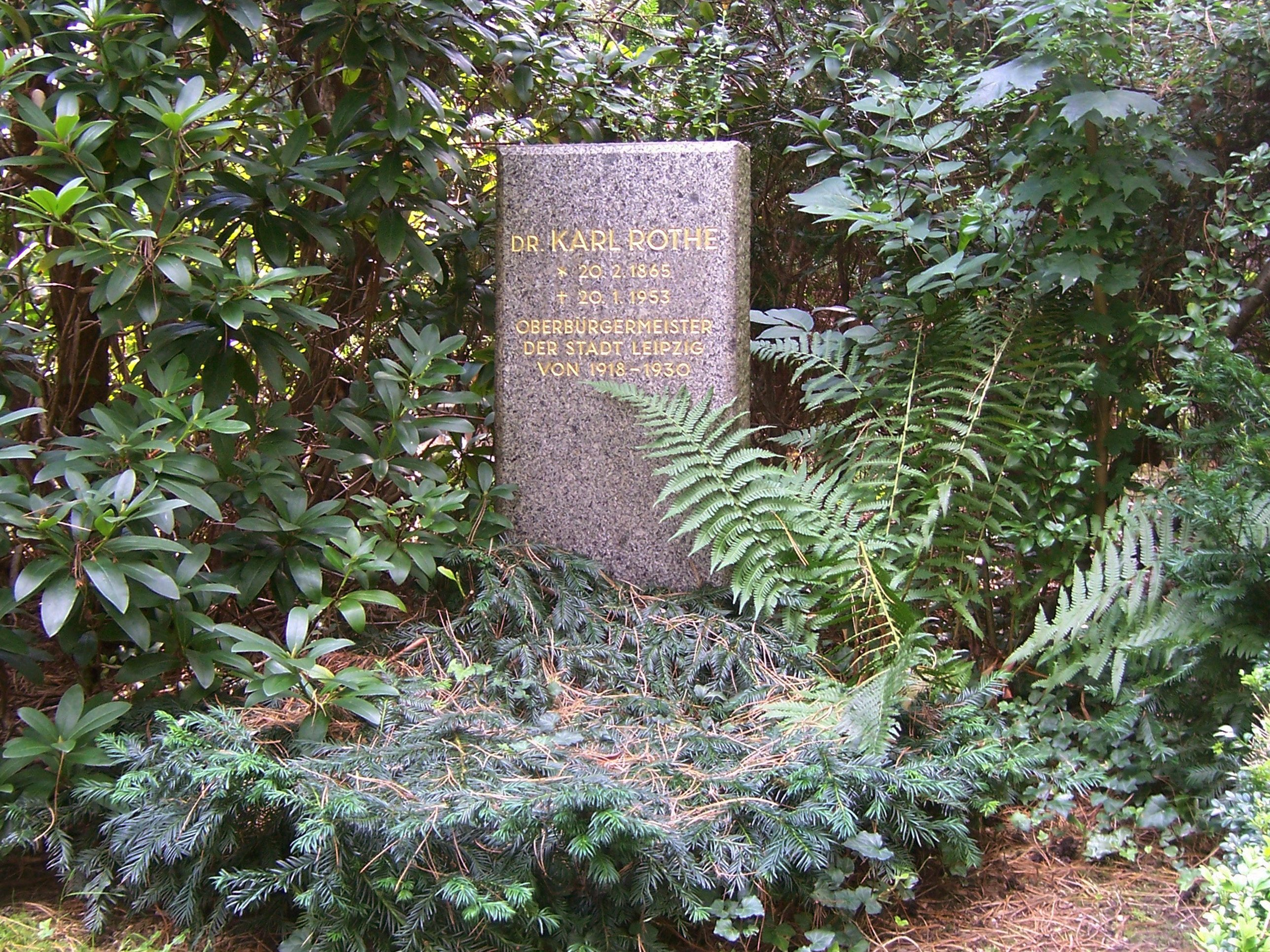
Grabstätte Karl Rothe (2011)

Am 20. Januar 1953 starb Karl Rothe nach langer Krankheit im Alter von 87 Jahren in Leipzig. Er wurde auf dem Leipziger Südfriedhof beigesetzt (XVII. Abteilung).

## Familie
1893 hatte Rothe Elisabeth Gehricke geheiratet, die Tochter eines Meißner Privatgelehrten. Das Ehepaar hatte vier Kinder, einen Sohn und drei Töchter.
Sohn Hans (1894–1977) war Schriftsteller, Dramaturg und Übersetzer. 1934 fiel er bei den Nationalsozialisten in Ungnade, verließ Deutschland und lebte bis zu seinem Tode im Ausland, ab 1952 mit US-amerikanischer Staatsbürgerschaft.
Tochter Edith (* 11. November 1897 in Leipzig; † 29. Januar 1989 in Heidelberg) arbeitete ab 1928 als Bibliothekarin am Handschriftenkatalog der Schlossbibliothek Moritzburg (Kriegsverlust), amtierte von 1945 bis 1951 als Leiterin der Stadtbibliothek Leipzig und zog, nachdem sie ihren kranken Vater bis zu seinem Tode gepflegt hatte, 1965 nach Heidelberg.

## Ehrungen
1909 verlieh die Universität Leipzig anlässlich ihrer 500-Jahr-Feier Karl Rothe die Ehrendoktorwürde (Dr. phil. h. c.).
1923 setzte er sich für die Überführung der Tierärztlichen Hochschule Dresden an die Universität Leipzig ein, wofür ihm die veterinärmedizinische Fakultät der Universität Leipzig den Ehrendoktortitel verlieh.
Noch zu Lebzeiten, anlässlich seines 65. Geburtstages, wurde die Leipziger Prendelstraße, in deren Nr. 1 er wohnte, in Karl-Rothe-Straße umbenannt. Die Umbenennung wurde 1933 von den Nationalsozialisten rückgängig gemacht, 1945 jedoch wieder eingeführt.
Zu seinem 40. Todestag wurde 1993 an seinem ehemaligen Wohnhaus – seit 1997 am Nachfolgebau – eine von einem Freund der Enkel Rothes gestiftete und von Harald Alff und Karsten Kunert gestaltete Gedenktafel mit seinem Porträt angebracht.